# Victoria Garrón Orozco
Victoria María Garrón Orozco, conocida como Victoria Garrón de Doryan, (San José, 8 de octubre de 1920 - 30 de julio de 2005) fue una mujer de la política costarricense, además de escritora, intelectual, académica universitaria y funcionaria pública.   
Ocupó el cargo de vicepresidenta de la República de Costa Rica durante el primer gobierno de Óscar Arias Sánchez (1986-1990), aspecto significativo por ser la primera mujer en la historia de Centro y Norteamérica en ocupar formalmente dicho cargo.

## Biografía
Victoria Garrón Orozco creció en el Barrio Amón en San José. Hija de Estanislao Garrón Lermitte y de Claudia Orozco Casorla. De ascendencia francesa, guardaría a lo largo de su vida una gran admiración por su abuelo paterno, François Garrón.
Se casó con Edward Doryan, médico graduado en Ginebra. De este matrimonio nació Eduardo Doryan Garrón, quien ha sido alto funcionario de la administración pública de Costa Rica en distintas ocasiones.
Cursó estudios en la Escuela Normal de Heredia. Tras obtener una licenciatura en Letras, se dedicó a la docencia en el Liceo Anastasio Alfaro, como profesora y directora del Colegio Superior de Señoritas.  
Viajó a Francia en 1949, como becaria de la UNESCO para estudiar pediatría social en París. Trabajó como Secretaria Permanente de la Comisión Costarricense de Cooperación con la UNESCO, fue presidenta del Colegio de Licenciados en Letras y Filosofía, presidenta de la Asociación Costarricense de Mujeres Universitarias, miembro de la Asociación de Autores, secretaria de la Asociación del niño y el joven ciego, tesorera del Instituto de Literatura Infantil y coordinadora de relaciones con la prensa de la Asociación de Mujeres Universitarias.
Victoria tuvo el cargo de segunda vicepresidenta de la República de Costa Rica durante el primer gobierno de Óscar Arias Sánchez (1986-1990), desempeñándose como presidente en 14 ocasiones en un gobierno reconocido por su intensa labor diplomática a favor de la paz en Centroamérica debido a los conflictos bélicos de la década de 1980.

## Obra
En el ámbito de la escritura se destacó por su poesía y sus cuentos, así como las investigaciones biográficas sobre personajes ilustres de Costa Rica. Hizo igualmente una biografía de su abuelo, la cual es un relato histórico importante que describe el proceso migratorio francés de finales del siglo XIX en América. Escribiría igualmente en francés recopilando varios poemas en su libro Bouquet de violettes.  

### Libros
- Castelldefels.  San José, Imprenta Española, 1941.
- Para que exista la llama.  San José, Lehmann, 1971.
- Joaquín García Monge. San José, Ministerio de Cultura, Juventud y Deportes, Departamento de Publicaciones, 1971.
- Anastasio Alfaro.  San José, Ministerio de Cultura, Juventud y Deportes, Departamento de Publicaciones, 1974.
- El rayo y otros sucesos.  San José, Ministerio de Educación Pública, Departamento de Publicaciones, 1976.
- José María Zeledón (Billo). San José, Ministerio de Cultura, Juventud y Deportes, Departamento de Publicaciones, 1978.
- Francisco Garrón Lafond.  San José, Ministerio de Cultura, Juventud y Deportes, Dirección de Publicaciones, 1981.
- María Teresa Obregón.  San José, Ministerio de Cultura, Juventud y Deportes, 1985.
- Un día vendrá. San José, Centro Nacional para el Desarrollo de la Mujer y la Familia, Ministerio de Cultura, Juventud y Deportes, 1989.
- Bouquet de violettes. San José, Promesa, 1998.
- Reencuentro con un diario olvidado.  San José, Editorial Mirambell, 1999.